# Roman Gaev
Roman Gaev (tiếng Belarus: Раман Гаеў; tiếng Nga: Роман Гаев; sinh 20 tháng 1 năm 1989) là một cầu thủ bóng đá Belarus. Tính đến năm 2016, anh thi đấu cho Torpedo Minsk.